# 史光明
史光明（1922年11月—1982年6月），山西沁源人，中华人民共和国政治人物。
1938年7月加入中国共产党，1949年随长江支队南下，历任中华人民共和国寿宁县委书记、中共福安地委委员等职，反右运动期间下放到霞浦三沙造船厂，1959年6月平反摘帽。1966年升任福安专区副专员，文革时期任宁德地区革命委员会副主任、行署副专员，后再遭冲击。
1982年病逝于福建省立医院。